# Kolcomysz szara
Kolcomysz szara (Acomys cineraceus) – gatunek ssaka z podrodziny sztywniaków (Deomyinae) w obrębie rodziny myszowatych (Muridae), występujący w Afryce Wschodniej.

## Zasięg występowania
Kolcomysz szara występuje w Sudanie, Sudanie Południowym i zachodniej Etiopii; być może występuje w Dżibuti.

## Taksonomia
Gatunek po raz pierwszy zgodnie z zasadami nazewnictwa binominalnego opisał w 1877 roku niemiecki podróżnik i ornitolog Theodor von Heuglin nadając mu nazwę Acomys cineraceus. Holotyp pochodził ze wschodniego Sennaru i okolic Kalabat w Sudanie. 
A. cineraceus jest często umieszczany w A. cahirinus, ale wykazano, że ogranicza się do Sudanu, Sudanu Południowego i zachodniej Etiopii i m.in. ma odmienny kariotyp (2n = 48 lub 50 chromosomów, w porównaniu z 2n = 36 u A. cahirinus). Morfologicznie jest bardzo podobna do A. kempi; odrębność tych gatunków nie jest pewna i wymaga dalszych badań. Nie rozpoznaje się żadnych podgatunków, ale opisano zróżnicowanie geograficzne między trzema różnymi populacjami; okazy północne różnią się nieco od okazów południowych, a taksonomia wymaga korekty. Autorzy Illustrated Checklist of the Mammals of the World uznają ten takson za gatunek monotypowy.

### Etymologia
- Acomys: gr. ακη akē „ostry punkt”; μυς mus, μυός muos „mysz”[13].
- cineraceus: łac. cineraceus „popielatoszary”, od cinis, cineris „prochy, popioły”[14].

## Morfologia
Długość ciała (bez ogona) 89–116 mm, długość ogona 72–121 mm, długość ucha 13–18 mm, długość tylnej stopy 13–19 mm; masa ciała 26–61 g.

## Biologia
Kolcomysz szara jest spotykana do wysokości 2000 m n.p.m., nie występuje na wyżynach Etiopii. Na wschód od Nilu żyje jej duża populacja, po zachodniej stronie rzeki jest dużo rzadsza. Zamieszkuje tereny skaliste i półpustynne. Prowadzi naziemny tryb życia, jest owadożerna. Wydaje się, że potrafi się przystosować do środowiska zaburzonego przez ludzką aktywność.

## Populacja
Międzynarodowa Unia Ochrony Przyrody uznaje kolcomysz szarą za gatunek najmniejszej troski. Populacja jest stabilna, nie są znane zagrożenia dla gatunku. Gatunek ten może być komensalem dla człowieka, żyjąc w jego pobliżu i nie przynosząc szkód.